# ملعب إلياس إمام
ملعب إلياس إمام هو ملعب لكرة القدم يقع في مدينة المدية الجزائرية. وهو مقر تدريبات نادي أولمبي المدية.

## مواضيع ذات صلة
- الرياضة في الجزائر
- الاتحادية الجزائرية لكرة القدم
- قائمة ملاعب كرة القدم في الجزائر

## وصلات خارجية
- (بالعربية) الموقع الرسمي للاتحادية الجزائرية لكرة القدم